# Smokey Wilson
Robert Lee „Smokey“ Wilson (* 11. Juli 1936 in Glen Allan, Mississippi, USA; † 8. September 2015 in Los Angeles, Kalifornien, USA) war ein US-amerikanischer Bluesgitarrist.

## Biografie
Geboren 1936 in Glen Allan (Mississippi), wuchs Robert Lee Wilson in Lake Village (Arkansas) auf. Er spielte an der Seite von Roosevelt „Booba“ Barnes, Big Jack Johnson und Frank Frost, bevor er 1970 nach Los Angeles zog. Er eröffnete den Pioneer Club in Watts (Los Angeles), wo er Frontmann der Hausband war. Er buchte auch Bluesmusiker für Auftritte im Club, darunter Big Joe Turner, Percy Mayfield, Pee Wee Crayton und Albert Collins.
Wilson veröffentlichte 1977 und 1978 zwei Alben bei Big Town Records. Sein 1983er Album 88th Street Blues für das Label Murray Brothers (später von Blind Pig Records neu aufgelegt) enthielt Beiträge von Rod Piazza (Mundharmonika und Produzent) und Hollywood Fats (Rhythmusgitarre). Smoke n’ Fire (1993), The Real Deal (1995) und The Man from Mars (1997) folgten, als Wilsons Ruf mit seinem sechzigsten Lebensjahr zu wachsen begann.
Wilsons jahrelange Gastspiel im Pioneer Club trug nicht zu seiner landesweiten Bekanntheit bei, er trat jedoch in der PBS-Sendung Three Generation of Blues mit Robert Cray und John Lee Hooker auf. Er trat auch in verschiedenen Fernsehwerbespots auf, darunter „The Watcher“ von UPN und „Divas“ von FOX, sowie in einem Musikvideo von Babyface.
Wilson starb am 8. September 2015 im Alter von 79 Jahren in Los Angeles.

## Diskografie
Quellen: 
- 1977: Blowin' Smoke, Big Town; CD-Neuauflage bei P-Vine
- 1978: Sings the Blues, Big Town; CD-Neuauflage bei P-Vine
- 1983: 88th Street Blues; Neuauflage 1995 bei Blind Pig
- 1990: With the William Clarke Band, Black Magic
- 1991: Hard Times / L.A. Blues Anthology, Black Magic, Kompilation mit vier Titeln von Smokey Wilson
- 1992: Smokey Stack Lightnin, Vivid Sound; aufgenommen in Japan
- 1993: Smoke n’ Fire, Bullseye Blues
- 1995: The Real Deal, Bullseye Blues
- 1997: The Man from Mars, Bullseye Blues
- 1999: Push, zuvor unveröffentlichte Big-Town-Aufnahmen, P-Vine
- 2000: More Blues from the Southside, South Side Records, mit Smokey Wilson, South Side Slim und Curtis Tillman
- 2003: Ready to Roll, mit der Andy T Band, Marble
- 2006: Round Like An Apple: The Big Town Recordings 1977–1978, Ace Records